# Mistrovství Evropy ve fotbale hráčů do 21 let 2013 – soupisky
Soupisky na Mistrovství Evropy ve fotbale hráčů do 21 let 2013, které se hrálo v Izraeli.
| Zlato                | Stříbro           | Bronz             | Bronz                 |
| -------------------- | ----------------- | ----------------- | --------------------- |
| Španělsko • Soupiska | Itálie • Soupiska | Norsko • Soupiska | Nizozemsko • Soupiska |

## Skupina A

### Anglie
Hlavní trenér:  Stuart Pearce
| Jméno              | Datum narození | Klub                    |
| Brankáři           | Brankáři       | Brankáři                |
| ------------------ | -------------- | ----------------------- |
| Jack Butland       | 10.3.1993      | Stoke City FC           |
| Jason Steele       | 18.8.1990      | Middlesbrough FC        |
| Declan Rudd        | 16.1.1991      | Norwich City FC         |
| Obránci            |                |                         |
| Nathaniel Clyne    | 5.4.1991       | Southampton FC          |
| Adam Smith         | 29.4.1991      | Tottenham Hotspur FC    |
| Steven Caulker     | 29.12.1991     | Tottenham Hotspur FC    |
| Andre Wisdom       | 9.5.1993       | Liverpool FC            |
| Craig Dawson       | 6.5.1990       | West Bromwich Albion FC |
| Tom Lees           | 18.11.1990     | Leeds United FC         |
| Jack Robinson      | 1.9.1993       | Liverpool FC            |
| Jason Lowe         | 2.9.1991       | Blackburn Rovers FC     |
| Záložníci          |                |                         |
| Jordan Henderson   | 17.6.1990      | Liverpool FC            |
| Danny Rose         | 2.7.1990       | Tottenham Hotspur FC    |
| Nathaniel Chalobah | 12.12.1994     | Chelsea FC              |
| Josh McEachran     | 1.3.1993       | Chelsea FC              |
| Wilfried Zaha      | 10.11.1992     | Manchester United FC    |
| Tom Ince           | 30.1.1992      | Blackpool FC            |
| Henri Lansbury     | 12.10.1990     | Nottingham Forest FC    |
| Jonjo Shelvey      | 27.2.1992      | Liverpool FC            |
| Nathan Redmond     | 6.3.1994       | Birmingham City FC      |
| Útočníci           |                |                         |
| Nathan Delfouneso  | 2.2.1991       | Aston Villa FC          |
| Marvin Sordell     | 17.2.1991      | Bolton Wanderers FC     |
| Connor Wickham     | 31.3.1993      | Sunderland AFC          |

### Izrael
Hlavní trenér:  Guy Luzon
| Jméno               | Datum narození | Klub                         |
| Brankáři            | Brankáři       | Brankáři                     |
| ------------------- | -------------- | ---------------------------- |
| Boris Klaiman       | 26.10.1990     | Hapoel Tel Aviv FC           |
| Barak Levi          | 7.1.1993       | Maccabi Tel Aviv FC          |
| Arik Yanko          | 21.12.1991     | Hakoah Ramat Gan FC          |
| Obránci             |                |                              |
| Eli Dasa            | 3.12.1992      | Bejtar Jeruzalém FC          |
| Ofir Davidzada      | 5.5.1991       | Hapoel Beer Ševa FC          |
| Ido Levy            | 31.7.1990      | Maccabi Netanja FC           |
| Ben Vehava          | 27.3.1992      | Hapoel Beer Ševa FC          |
| Adi Gotlieb         | 16.8.1992      | Hapoel Acre FC               |
| Taleb Tawatha       | 21.6.1992      | Makabi Haifa FC              |
| Ofer Verta          | 23.5.1990      | FC Ašdod                     |
| Omri Ben Harush     | 7.3.1990       | Maccabi Netanja FC           |
| Záložníci           |                |                              |
| Marwan Kabha        | 23.2.1991      | Maccabi Petah Tikva FC       |
| Yisrael Zaguri      | 29.1.1990      | Hapoel Ramat Gan FC          |
| Nir Biton           | 30.10.1991     | FC Ašdod                     |
| Eyal Golasa         | 7.10.1991      | Makabi Haifa FC              |
| Sintayehu Sallalich | 20.6.1991      | Hapoel Ironi Kirjat Šmona FC |
| Ahad Azam           | 14.1.1992      | Hapoel Haifa FC              |
| Omri Altman         | 23.3.1994      | Fulham FC                    |
| Ofir Kriaf          | 17.3.1991      | Bejtar Jeruzalém FC          |
| Útočníci            |                |                              |
| Mohammed Kalibat    | 15.6.1990      | Bnei Sakhnin FC              |
| Mu'nas Dabbur       | 14.5.1992      | Maccabi Tel Aviv FC          |
| Orr Barouch         | 21.11.1991     | Bnei Yehuda Tel Aviv FC      |
| Alon Turgeman       | 9.6.1991       | Makabi Haifa FC              |

### Itálie
Hlavní trenér:  Devis Mangia
| Jméno               | Datum narození | Klub                    |
| Brankáři            | Brankáři       | Brankáři                |
| ------------------- | -------------- | ----------------------- |
| Francesco Bardi     | 18.1.1992      | Novara FC               |
| Simone Colombi      | 1.7.1991       | Modena FC 2018          |
| Nicola Leali        | 30.6.1993      | SS Virtus Lanciano 1924 |
| Obránci             |                |                         |
| Giulio Donati       | 5.2.1990       | US Grosseto 1912        |
| Cristiano Biraghi   | 1.9.1992       | AS Cittadella           |
| Marco Capuano       | 14.10.1991     | Delfino Pescara 1936    |
| Luca Caldirola      | 1.2.1991       | Cesena FC               |
| Matteo Bianchetti   | 17.3.1993      | Hellas Verona FC        |
| Vasco Regini        | 9.9.1990       | Empoli FC               |
| Záložníci           |                |                         |
| Marco Verratti      | 5.11.1992      | Paris Saint-Germain FC  |
| Alessandro Florenzi | 11.3.1991      | AS Řím                  |
| Luca Marrone        | 28.3.1990      | Juventus FC             |
| Lorenzo Insigne     | 4.6.1991       | SSC Neapol              |
| Nicola Sansone      | 10.9.1991      | Parma Calcio 1913       |
| Andrea Bertolacci   | 11.1.1991      | Janov CFC               |
| Riccardo Saponara   | 21.12.1991     | AC Milán                |
| Fausto Rossi        | 3.12.1990      | Brescia Calcio          |
| Marco Crimi         | 17.3.1990      | US Grosseto 1912        |
| Útočníci            |                |                         |
| Ciro Immobile       | 20.2.1990      | Janov CFC               |
| Manolo Gabbiadini   | 26.11.1991     | Bologna FC 1909         |
| Mattia Destro       | 20.3.1991      | AS Řím                  |
| Alberto Paloschi    | 4.1.1990       | AC ChievoVerona         |
| Fabio Borini        | 29.3.1991      | Liverpool FC            |

### Norsko
Hlavní trenér:  Tor Ole Skullerud
| Jméno                 | Datum narození | Klub                     |
| Brankáři              | Brankáři       | Brankáři                 |
| --------------------- | -------------- | ------------------------ |
| Arild Østbø           | 19.4.1991      | Strømmen IF              |
| Ørjan Nyland          | 10.9.1990      | Molde FK                 |
| Gudmund Kongshavn     | 23.1.1991      | Vålerenga IF             |
| Obránci               |                |                          |
| Martin Linnes         | 20.9.1991      | Molde FK                 |
| Thomas Rogne          | 29.6.1990      | Celtic FC                |
| Stefan Strandberg     | 25.7.1990      | Rosenborg BK             |
| Vegar Eggen Hedenstad | 26.6.1991      | SC Freiburg              |
| Omar Elabdellaoui     | 5.12.1991      | Eintracht Braunschweig   |
| Fredrik Semb Berge    | 6.2.1990       | Odds BK                  |
| Záložníci             |                |                          |
| Harmeet Singh         | 12.11.1990     | Feyenoord                |
| Markus Henriksen      | 25.7.1992      | AZ Alkmaar               |
| Håvard Nordtveit      | 21.6.1990      | Borussia Mönchengladbach |
| Anders Konradsen      | 18.7.1990      | Stade Rennais FC         |
| Magnus Wolff Eikrem   | 8.8.1990       | Molde FK                 |
| Stefan Johansen       | 8.1.1991       | Strømsgodset IF          |
| Abdisalam Ibrahim     | 1.5.1991       | Strømsgodset IF          |
| Útočníci              |                |                          |
| Jo Inge Berget        | 11.9.1990      | Molde FK                 |
| Valon Berisha         | 7.2.1993       | FC Red Bull Salzburg     |
| Marcus Pedersen       | 8.6.1990       | Odense BK                |
| Håvard Nielsen        | 15.7.1993      | FC Red Bull Salzburg     |
| Yann-Erik de Lanlay   | 14.5.1992      | Viking FK                |
| Flamur Kastrati       | 14.11.1991     | FC Erzgebirge Aue        |
| Joshua King           | 15.1.1992      | Blackburn Rovers FC      |

## Skupina B

### Německo
Hlavní trenér:  Rainer Adrion
| Jméno                 | Datum narození | Klub                     |
| Brankáři              | Brankáři       | Brankáři                 |
| --------------------- | -------------- | ------------------------ |
| Bernd Leno            | 4.3.1992       | Bayer 04 Leverkusen      |
| Oliver Baumann        | 2.6.1990       | SC Freiburg              |
| Timo Horn             | 12.5.1993      | 1. FC Köln               |
| Obránci               |                |                          |
| Tony Jantschke        | 7.4.1990       | Borussia Mönchengladbach |
| Stefan Thesker        | 11.4.1991      | TSG 1899 Hoffenheim      |
| Lasse Sobiech         | 18.1.1991      | SpVgg Greuther Fürth     |
| Shkodran Mustafi      | 17.4.1992      | UC Sampdoria             |
| Matthias Ginter       | 19.1.1994      | SC Freiburg              |
| Sead Kolašinac        | 20.6.1993      | FC Schalke 04            |
| Oliver Sorg           | 29.5.1990      | SC Freiburg              |
| Antonio Rüdiger       | 3.3.1993       | VfB Stuttgart            |
| Záložníci             |                |                          |
| Sebastian Rudy        | 28.2.1990      | TSG 1899 Hoffenheim      |
| Patrick Funk          | 11.2.1990      | FC St. Pauli             |
| Sebastian Rode        | 11.10.1990     | Eintracht Frankfurt      |
| Lewis Holtby          | 18.9.1990      | Tottenham Hotspur FC     |
| Patrick Herrmann      | 12.2.1991      | Borussia Mönchengladbach |
| Christian Clemens     | 4.8.1991       | 1. FC Köln               |
| Christoph Moritz      | 27.1.1990      | FC Schalke 04            |
| Emre Can              | 12.1.1994      | FC Bayern Mnichov        |
| Útočníci              |                |                          |
| Kevin Volland         | 30.7.1992      | TSG 1899 Hoffenheim      |
| Peniel Mlapa          | 20.2.1991      | Borussia Mönchengladbach |
| Sebastian Polter      | 1.4.1991       | 1. FC Norimberk          |
| Pierre-Michel Lasogga | 15.12.1991     | Hertha BSC               |

### Nizozemsko
Hlavní trenér:  Cor Pot
| Jméno                     | Datum narození | Klub                     |
| Brankáři                  | Brankáři       | Brankáři                 |
| ------------------------- | -------------- | ------------------------ |
| Jeroen Zoet               | 6.1.1991       | RKC Waalwijk             |
| Marco Bizot               | 10.3.1991      | FC Groningen             |
| Nick Marsman              | 1.10.1990      | Go Ahead Eagles          |
| Obránci                   |                |                          |
| Ricardo van Rhijn         | 13.6.1991      | AFC Ajax                 |
| Stefan de Vrij            | 5.2.1992       | Feyenoord                |
| Bruno Martins Indi        | 8.2.1992       | Feyenoord                |
| Daley Blind               | 9.3.1990       | AFC Ajax                 |
| Mike van der Hoorn        | 15.10.1992     | FC Utrecht               |
| Bram Nuytinck             | 4.5.1990       | RSC Anderlecht           |
| Patrick van Aanholt       | 29.8.1990      | Vitesse                  |
| Záložníci                 |                |                          |
| Jordy Clasie              | 27.6.1991      | Feyenoord                |
| Kevin Strootman           | 13.2.1990      | PSV Eindhoven            |
| Adam Maher                | 20.7.1993      | AZ Alkmaar               |
| Kelvin Leerdam            | 24.6.1990      | Feyenoord                |
| Georginio Wijnaldum       | 11.11.1990     | PSV Eindhoven            |
| Leroy Fer                 | 5.1.1990       | FC Twente                |
| Marco van Ginkel          | 1.12.1992      | Vitesse                  |
| Tonny Trindade de Vilhena | 3.1.1995       | Feyenoord                |
| Útočníci                  |                |                          |
| Florian Jozefzoon         | 9.2.1991       | RKC Waalwijk             |
| Luuk de Jong              | 27.8.1990      | Borussia Mönchengladbach |
| Ola John                  | 19.5.1992      | Benfica Lisabon          |
| Danny Hoesen              | 15.1.1991      | AFC Ajax                 |
| Memphis Depay             | 13.2.1994      | PSV Eindhoven            |

### Rusko
Hlavní trenér:  Nikolaj Pisarev
| Jméno              | Datum narození | Klub                     |
| Brankáři           | Brankáři       | Brankáři                 |
| ------------------ | -------------- | ------------------------ |
| Nikolaj Zabolotnyj | 16.4.1990      | FK Rostov                |
| Stanislav Kritsjuk | 1.12.1990      | SC Braga                 |
| Alexandr Filcov    | 2.1.1990       | FK Krasnodar             |
| Obránci            |                |                          |
| Ibragim Tsallagov  | 12.12.1990     | PFK Křídla Sovětů Samara |
| Georgij Ščennikov  | 27.4.1991      | PFK CSKA Moskva          |
| Nikita Čičerin     | 18.8.1990      | FK Dynamo Moskva         |
| Taras Burlak       | 22.2.1990      | FK Lokomotiv Moskva      |
| Sergej Bryzgalov   | 15.11.1992     | FK Spartak Moskva        |
| Maxim Beljajev     | 30.9.1991      | FK Rostov                |
| Ivan Kňazev        | 5.11.1992      | FK Torpedo Moskva        |
| Záložníci          |                |                          |
| Jurij Kirillov     | 19.1.1990      | FK Dynamo Moskva         |
| Sergej Petrov      | 2.1.1991       | FK Krasnodar             |
| Oleg Šatov         | 29.7.1990      | FK Anži Machačkala       |
| Roman Jemeljanov   | 8.5.1992       | FK Mariupol              |
| Maxim Grigorjev    | 6.7.1990       | FK Lokomotiv Moskva      |
| Šota Bibilov       | 6.8.1990       | FK Volga Nižnij Novgorod |
| Alexandr Zotov     | 27.8.1990      | FK Tom Tomsk             |
| Útočníci           |                |                          |
| Andrej Paňukov     | 25.9.1994      | FK Chimki                |
| Fjodor Smolov      | 9.2.1990       | FK Anži Machačkala       |
| Maxim Kanunnikov   | 14.7.1991      | FK Amkar Perm            |
| Pavel Jakovlev     | 7.4.1991       | FK Spartak Moskva        |
| Děnis Čeryšev      | 26.12.1990     | Real Madrid Castilla     |
| Alan Dzagojev      | 17.6.1990      | PFK CSKA Moskva          |

### Španělsko
Hlavní trenér:  Julen Lopetegui
| Jméno                  | Datum narození | Klub                 |
| Brankáři               | Brankáři       | Brankáři             |
| ---------------------- | -------------- | -------------------- |
| David de Gea           | 7.11.1990      | Manchester United FC |
| Diego Mariño           | 9.5.1990       | Villarreal CF        |
| Joel Robles            | 17.6.1990      | Wigan Athletic FC    |
| Obránci                |                |                      |
| Martín Montoya         | 14.4.1991      | FC Barcelona         |
| Nacho Fernández        | 18.1.1990      | Real Madrid          |
| Marc Bartra            | 15.1.1991      | FC Barcelona         |
| Iñigo Martínez         | 17.5.1991      | Real Sociedad        |
| Marc Muniesa           | 27.3.1992      | FC Barcelona         |
| Álvaro González        | 8.1.1990       | Real Zaragoza        |
| Alberto Moreno         | 5.7.1992       | Sevilla FC           |
| Dani Carvajal          | 11.1.1992      | Real Madrid          |
| Záložníci              |                |                      |
| Asier Illarramendi     | 8.3.1990       | Real Sociedad        |
| Sergio Canales         | 16.2.1991      | Valencia CF          |
| Koke                   | 8.1.1992       | Atlético Madrid      |
| Thiago Alcântara       | 11.4.1991      | FC Barcelona         |
| Ignacio Camacho        | 4.5.1990       | Málaga CF            |
| Pablo Sarabia          | 11.5.1992      | Getafe CF            |
| Isco                   | 21.4.1992      | Málaga CF            |
| Útočníci               |                |                      |
| Rodrigo Moreno Machado | 6.3.1991       | Benfica Lisabon      |
| Cristian Tello         | 11.8.1991      | FC Barcelona         |
| Álvaro Morata          | 23.10.1992     | Real Madrid          |
| Iker Muniain           | 19.12.1992     | Athletic Bilbao      |
| Álvaro Vázquez         | 27.4.1991      | Getafe CF            |